# Yossaran Phrawong
Yossaran Phrawong (thailändisch ยศสรัล พระวงษ์, * 24. Juni 2000) ist ein thailändischer Fußballspieler.

## Karriere
Yossaran Phrawong steht seit 2020 beim Khon Kaen FC unter Vertrag. Der Verein aus Khon Kaen spielte in der zweiten thailändischen Liga, der Thai League 2. Sein Profidebüt gab er am 3. März 2021 im Heimspiel gegen den Uthai Thani FC. Hier wurde er in der 76. Minute für Warut Boonsuk eingewechselt. Am Ende der Saison 2021/22 musste er mit Khon Kaen als Tabellenvorletzter in die dritte Liga absteigen.